# Indústria pesquera a Nova Zelanda
La indústria pesquera a Nova Zelanda s'estableix a partir de les 200 milles nàutiques de la zona econòmica exclusiva (ZEE), que, segons els tractats internacionals atorguen a Nova Zelanda els drets especials de pesca. Així doncs, ocupa 4,1 milions de quilòmetres quadrats. Es tracta de la sisena zona més gran del món, i és catorze vegades la superfície terrestre de Nova Zelanda.
La zona marina de Nova Zelanda té una topografia submarina rica i inusualment complexa. Es coneix que hi viuen més de 15.000 espècies marines, al voltant del deu per cent de la diversitat mundial. Moltes d'aquestes són espècies migratòries, però l'aïllament de Nova Zelanda ha determinat que moltes de les seves espècies marines siguin endèmiques d'aquest territori.

## Estadístiques

Mapa del fons marí a Nova Zelanda

La indústria pesquera de Nova Zelanda va capturar 341.000 tones i va obtenir més de 818 milions de dòlars nz en exportacions durant la campanya de pesca 2022, la qual cosa representa el 0,7% del producte interior brut de l'economia neozelandesa. Les exportacions de productes pesquers van suposar uns 1.45 bilions de dòlars nz.
A les pesqueries de Nova Zelanda hi ha unes dues tones de peix per cada neozelandès. Durant el 2022, hi havia 840 vaixells de pesca amb 12.490 treballadors dins el sector pesquer. El 2020, 282 empreses estaven dedicades a la indústria de la pesca d'arrossegament, i 309 empreses a la indústria de la pesca monitoritzada.
Entre 2005 i 2019 van incrementar els treballadors en l'elaboració de Marisc, de 567 persones a 591 persones; comerç a l'engròs de peix i marisc, de 129 persones a 180 persones i altres processos pesquers de 219 persones a 387 persones.
Entre 2012 i 2018 hi ha hagut un descens de neozelandesos que es dediquen a la pesca esportiva anual d'unes 10.000 tones de captures el 2020.

## Història

### Dècada de 1900-1960
Tradicionalment, la indústria pesquera de Nova Zelanda era una indústria costanera limitada en gran part al consum del mercat propi. De 1938 a 1963, van funcionar un sistema de llicències, que implicava controls d'equips i zones. A partir de la dècada de 1960, les aigües exteriors, fora de les 12 milles nàutiques, van ser explotades per vaixells d'arrossegament japonesos, taiwanesos, sud-coreans i soviètics.

### Dècada de 1970
L'any 1977 es va establir la zona econòmica exclusiva (ZEE) de 200 milles nàutiques. Aquestes zones es van acordar perquè els països volien protegir-se davant l'explotació efectuada pels vaixells de pesca estrangers. Com que el territori de Nova Zelanda inclou les illes Chatham i altres illes exteriors, la seva ZEE té 4,1 milions de quilòmetres quadrats, la sisena zona de pesca més gran del món.
L'explotació pesquera era un recurs molt rellevant i les expectatives eren altes. La pesca de baix cost s'havia sobreexplotat i es va iniciar la recerca de nous recursos pesquers en alta mar. Les empreses neozelandeses van negociar la creació d'empreses participades amb indústries pesqueres de l'estranger. Els equips d'arrossegament d'altres nacions van ensenyar als neozelandesos a pescar en aigües profundes i, a canvi, van obtenir una part de la captura.

### Dècada de 1980
L'any 1980 les conseqüències de la política "Think Big" (intervencionisme neozelandès) per a la indústria pesquera estaven fent-se molt evidents. Mel Courtney, diputat de Nelson i coordinador del subcomitè de producció i comercialització de la pesca de l'oposició, va afirmar que "aquesta política s'està enfonsant", va expressar l'opinió de molts. "La indústria es va expandir tan ràpidament que es va sobre capitalitzar amb massa vaixells... la flota de baixes es va expandir i les empreses conjuntes i els vaixells lliures d'impostos van exercir més pressió" (Commercial Fishing juny 1980
La pesca d'arrossegament en aigües profundes es va anar mecanitzant de forma important, requerint-se una inversió de capital massiva per operar amb aquestes factories de pesca. Aquest tipus d'indústria processa tot el que s'agafa a bord. Fins i tot les tripes i els caps es transformen en farina de peix, que és tan valuosa que es coneix com "or marró". En altres llocs, les principals pesqueries, com la pesca de bacallà de l'hemisferi nord, s'estaven col·lapsant. Les companyies pesqueres de Nova Zelanda van poder comprar o llogar els vaixells d'arrossegament a baix cost. Al mateix temps, el col·lapse de la pesca del nord va donar lloc a una necessitat insatisfeta al mercat mundial de peix blanc de qualitat en el que el hoki i el rellotge ataronjat (oplostethus atlanticus) de Nova Zelanda van incrementar la seva demanada.

### Dècada de 1990
El 1986 Nova Zelanda es va convertir en el primer país a introduir un sistema de gestió de quotes (QMS) basat en drets de propietat per evitar la sobrepesca. El 2008 hi havia 129 espècies destinades a l'explotació comercial. Es van assignar uns 60 grups d'espècies amb un subsidi de QMS per als pescadors maorís habituals, amb un nombre similar per la pesca esportiva. Les pesqueries es gestionaven a través de la Llei de Pesca de 1996, que establia les normes i regulacions, i el QMS el va administrar pel Ministeri de Pesca fins a l'abril de 2012, quan es va fusionar en el Ministeri d'Indústries Primàries.

### Dècada de 2000

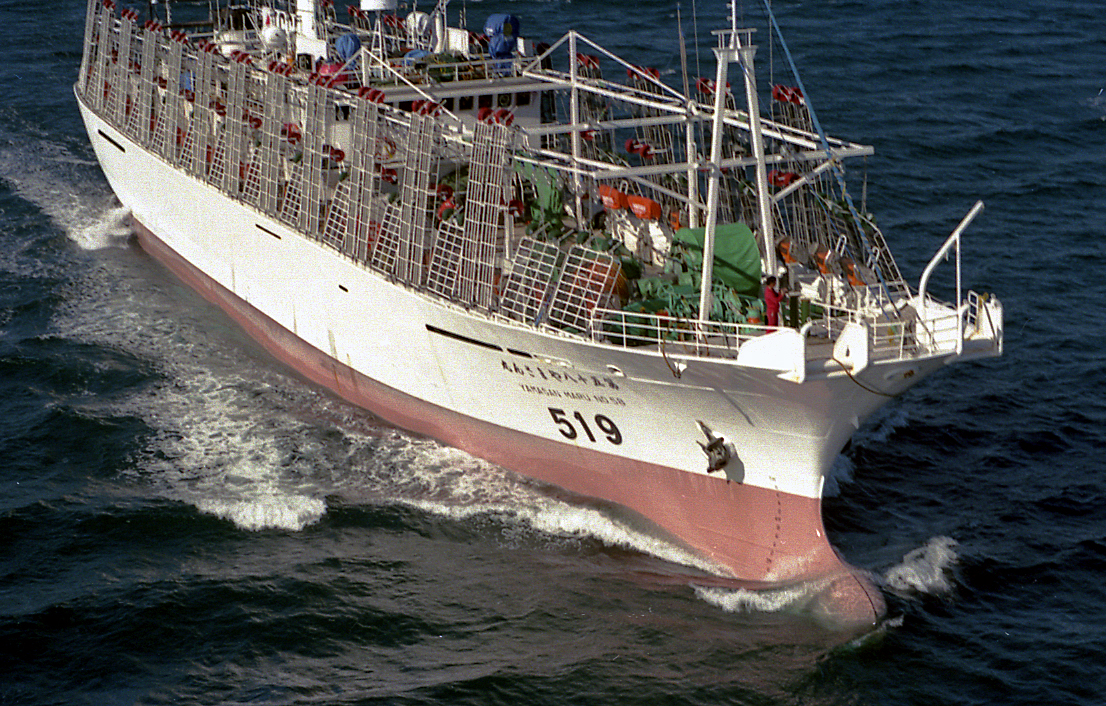
Pesca vertical del pop a l'Estret de Cook

L'any 2000, la indústria pesquera havia passat de ser un proveïdor nacional a exportar més del 90 % de les captures de peix. Durant els deu anys entre 2008 i 2017, 180.100 km² o el 4,4% del fons marí de Nova Zelanda es pescaven mitjançant el mètode d'arrossegament de fons. Aquest representava el 13,0% de l'àrea del fons marí a aigües obertes, amb la pesca d'arrossegament en contacte amb el fons en aigües menys profundes de 1600 m, i l'11% de la superfície del fons marí a 0-1600 m de profunditat. Més del 90 % del fons marí de Nova Zelanda del mar territorial i ZEE, no ha estat mai tocat per vaixells d'arrossegament.

## Pesqueries
Els estuaris costaners acullen uns 15.000 km de costa de Nova Zelanda. Les pesqueries costaneres tenen accés a una gran plataforma continental, i més lluny hi ha grans muntanyes submarines. En conjunt, aquests caladors relativament poc profunds ocupen al voltant del 30% de l'àrea de la ZEE. Encara més lluny, a la profunditat de l'oceà, hi ha cadenes muntanyoses i volcans submarins, i profundes fosses marines. La fossa de Kermadec de 10.000 metres de profunditat és la segona fossa més profunda de la Terra.
L'alta mar són aquelles zones oceàniques que no estan cobertes per les ZEE de cap país. Nova Zelanda té obligacions internacionals per garantir que els vaixells amb bandera neozelandesa estiguin alineats amb la conservació i la gestió adequades de la pesca d'alta mar. Aquestes obligacions es compleixen a la part 6A de la Llei de Pesca de 1996. Aquestes obligacions provenen de la Convenció de les Nacions Unides sobre el Dret del Mar i de l'Acord de 1995 sobre poblacions de peixos transzonals.

## Espècies capturades

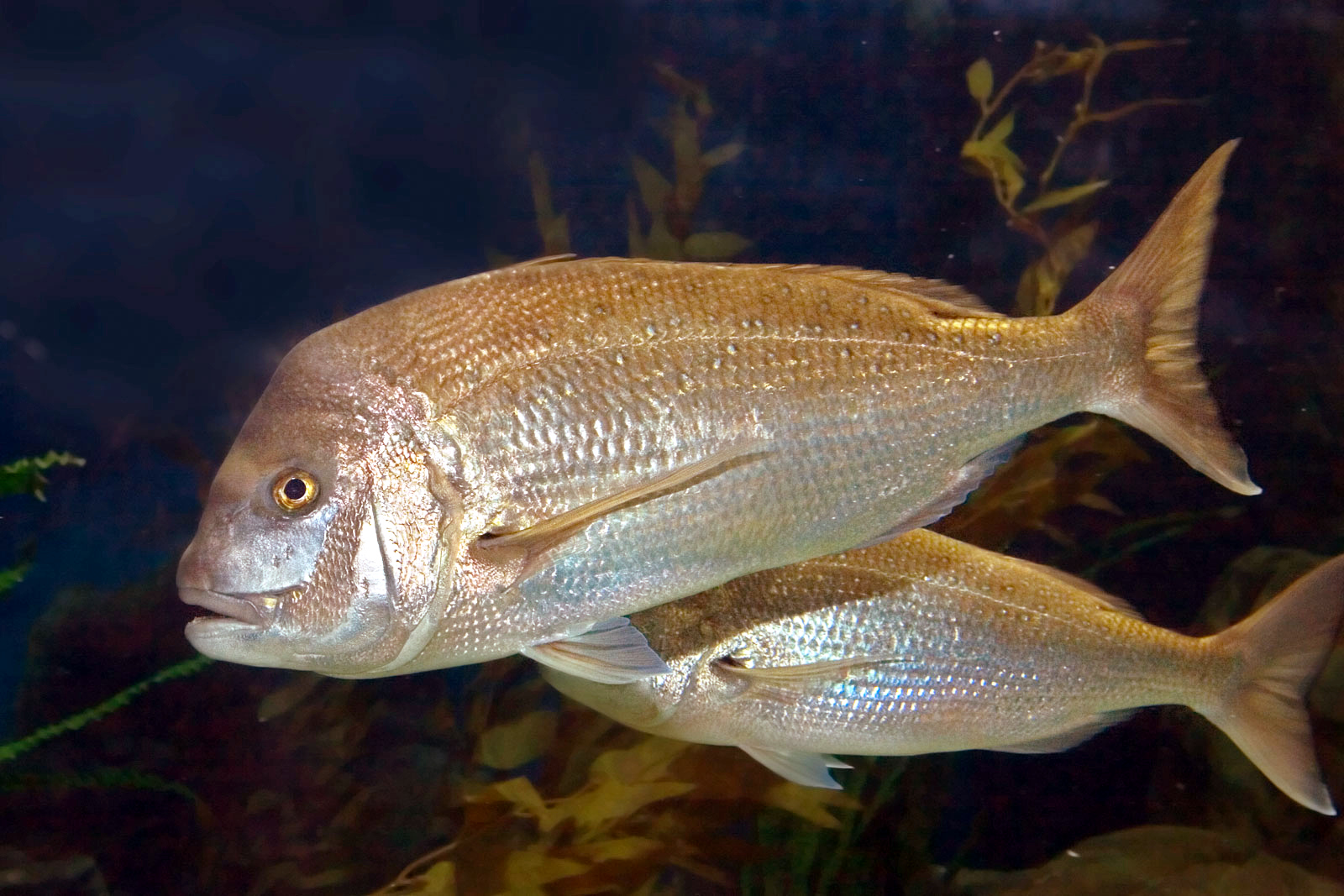
Pagrus auratus al Sea Life Melbourne Aquarium

Les captures de costa entre 2016 i 2020 van arribar a les 96.225 tones, la qual cosa va suposar una disminució de les 106.498 tones entre 2010 i 2015. El valor mitjà total estimat de les captures comercials de la pesca va ser de 383,5 milions de $NZ, amb les espècies principals:
- Pagrus auratus (snapper), amb un valor mitjà de captura de 70,9 milions $NZ
- Trachurus amb un valor mitjà de captura de 33,5 milions de $NZ
- Nemadactylus macropterus (Tarakihi), amb un valor mitjà de captura de 33 milions de $NZ

| Espècie                  | Principals captures comercials costaneres i valor per espècies 2016 - 2020 (milions $NZ) |
| ------------------------ | ---------------------------------------------------------------------------------------- |
| Pagrus auratus           | 70,9                                                                                     |
| Trachurus                | 33,5                                                                                     |
| Nemadactylus macropterus | 33,0                                                                                     |
| Parapercis colias        | 31,2                                                                                     |
| Squalus acanthias        | 27,3                                                                                     |
| Triglidae                | 22,3                                                                                     |
| Pleuronectiformes        | 20,3                                                                                     |
| Galeorhinus galeus       | 15,7                                                                                     |
| Icosteus aenigmaticus    | 12,6                                                                                     |
| Polyprion oxygeneios     | 12,2                                                                                     |

La mitjana de captures totals de peixos migratoris entre 2016 i 2020 va ser de 9.752 tones. Es tracta d'una disminució significativa de les 16.367 tones entre 2010 i 2015. Entre el 2016 i el 2020, el valor mitjà de captura de peixos migratoris va ser de 43,3 milions de $NZ.
Les principals espècies migratòries capturades dins aquest període per la seva importància econòmica van ser:
- Thunnus alalunga (bacora), amb un valor mitjà de captura comercial de 19,2 milions de $NZ
- Thunnus maccoyii (tonyina del sud), amb un valor mitjà de captura comercial de 10,8 milions de$NZ
- Xiphias gladius (emperador), amb un valor mitjà de captura comercial de 5 milions de $NZ

Aquestes tres espècies només representaven el 40 % de la captures de peixos migradors.

## Rol maori

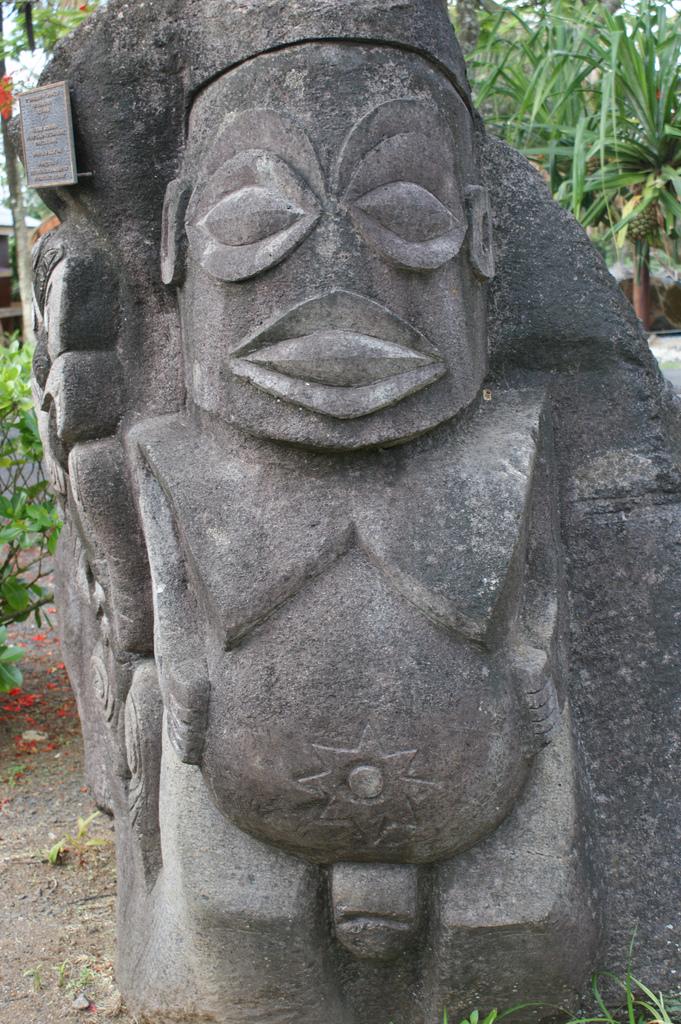
Representació de Tangaroa a les Illes Cook, deitat de la mitologia maori, que regna el mar

El Tractat de Waitangi signat l'any 1840 va garantir als maorís, indígenes de Nova Zelanda, la "possessió inalterada" de les pesqueres fins que van decidir disposar-ne a la Corona. Durant molts anys, els maorís van reclamar incompliments del Tractat i van incloure la introducció del Sistema de Gestió de Quotes (QMS) el 1986. El 1992 es va resoldre una reclamació del Tractat de Waitangi que va permetre la compra maorí del 50% de la quota Sealord (important propietari de la pesca) i un 20% per cent de la quota de pesca comercial per a noves espècies. Una liquidació del 20% de l'espai d'aquicultura marina al voltant de les costes i els ports de Nova Zelanda es va promulgar a la Llei de liquidació de reclamacions d'aqüicultura comercial maori de 2004. El Te Ohu Kai Moana (industria pesquera neozlenadesa) està implementant aquesta assignació. Els maoris han construït la seva participació comercial fins al punt que controlen o influeixen en més d'un 30% de la pesca comercial.

## Cronologia
- Anys 1790: Arriben els pescadors i baleners.
- 1875: La caça de foques es limita a una temporada anual curta.[34]
- 1877: La Fish Protection Aact estableix els principis per regular la pesca de Nova Zelanda.[35]
- 1894: Protecció de la població d'ossos marins a causa de la disminució d'exemplars.
- 1908: Aprovació de la Llei de pesca de 1908.[35]
- 1977: S'aprova la Llei de mar territorial i Zona Econòmica Exclusiva (ZEE).[36]
- 1979: Entra en vigor la Llei de protecció dels mamífers marins.[37]
- 1983: Entra en vigor la Llei de pesca de 1983 (estableix un sistema de quotes de pesca).[38]
- 1986: S'introdueix el Sistema de Gestió de Quotes (QMS) per conservar les poblacions de peixos dins de la ZEE.[39]
- 1989: S'aprova la Llei de pesca maorí.[40]
- 1992: Llei de resolució del Tractat de Waitangi (reclamacions de pesca).
- 1996: S'aprova la Llei de pesca de 1996, entrant en vigor de forma irregular.[41]
- 2000: Moratòria de noves aplicacions d'aquicultura marina, inicialment durant dos anys.
- 2003: El Ministry of Agriculture and Forestry, el Ministry for the Environment i Fonterra signen el Dairying and Clean Streams Accord.[42]
- 2004: S'aixeca la moratòria a l'aquicultura marina després de l'aprovació de la Llei de reforma de l'aqüicultura (derogacions i disposicions transitòries).
- 2005: Es dicta la primera condemna penal per matar una foca.
- 2005: Trenta-cinc vaixells calamars van ordenar tornar al port des dels seus caladors subantàrtics per trencar un codi de pràctiques voluntari dissenyat per protegir les aus marines.
- 2006: La indústria pesquera de Nova Zelanda proposa límits a la pesca d'arrossegament de fons.[43]
- 2006: Es denega la sol·licitud dels oficials de pesca de Nova Zelanda per poder portar maces i gas pebre.[44]
- 2007: Es protegeixen els grans taurons blancs a la ZEE de Nova Zelanda
- 2007: Prohibició de la pesca d'arrossegament de fons en zones seleccionades.
- 2007: Es prohibeix la pesca del rellotge ataronjat per permetre la recuperació de les seves poblacions.